# Sailing-Ship-Effekt
Der Sailing-Ship-Effekt ist eine Metapher für die Dynamik von Veränderungsprozessen und leitet sich aus der Zeit des Übergangs von Segelschiffen zu Dampfschiffen her.

## Entwicklung des Begriffes
Als im 19. Jahrhundert die Dampfschifffahrt aufkam, sahen sich die Hersteller von Segelschiffen in ihrem Geschäftsmodell bedroht. In der Folge entwickelten sich als Antwort auf die dampfgetriebene Konkurrenz zahlreiche technologische Verbesserungen, die die Marktfähigkeit der Segelschiffe über lange Zeit erhielten. Dies führte dazu, dass der Umstieg der Handelsflotten von Segeln auf Dampfkraft, der zunächst auf wenige Jahre vorhergesagt worden war, sich  tatsächlich um die 120 Jahre hinzog.

## Verwendung des Begriffes
Gegenwärtig wird der Begriff in Verbindung mit dem erwarteten Übergang von Verbrennungsmotoren zu elektromotorischen Antrieben  im Automobil verwendet. Die Interpretation der Vergangenheit des Schiffbaus wird dabei als Vorhersage für die Zukunft im Automobilbau verwendet.